# 게이브 네빈스
게이브 네빈스(Gabe Nevins, 1991년 8월 26일 ~ )는 미국의 영화배우이다.
포틀랜드에서 태어났다.

## 영화
- 레이첼 (2010년)
- 섬 데이즈 알 베터 댄 어더스 (2010년)
- 파라노이드 파크 (2007년) - 알렉스 역